# Немонтемі

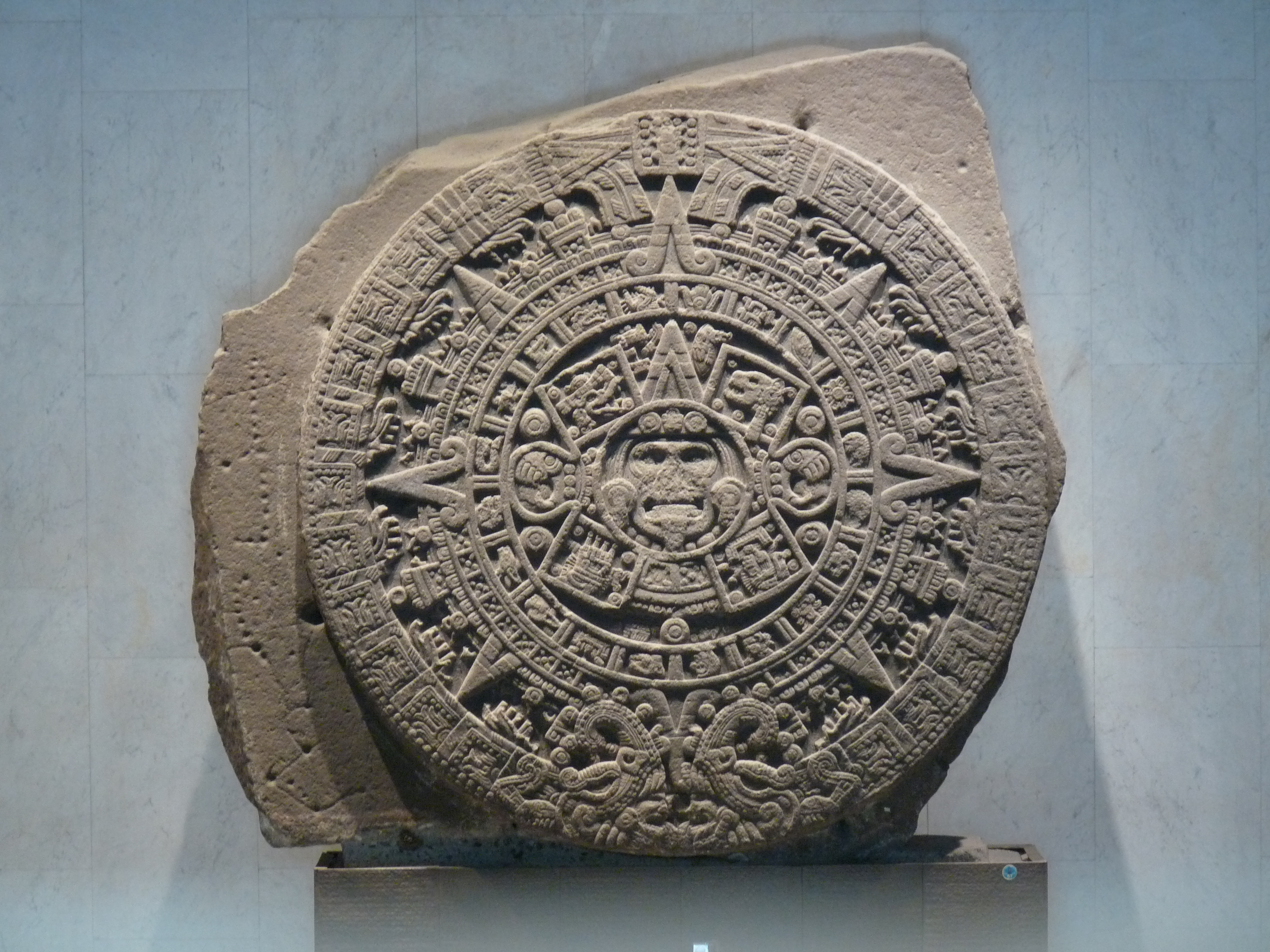
Моноліт Каменю Сонця, також званий Календарем ацтеків (Національний музей антропології та історії, Мехіко)

Немонтеми (науатль Nēmontēmi, у перекладі: «порожні дні») — період із п'яти додаткових днів наприкінці року ацтекського календаря шиуповаллі, що тривав приблизно від 8 до 12 лютого.

## Етимологія
Дослівно nēmontēmi в перекладі з науатлю означає «заповнюють даремно». Іспанські лексикографи перекладають назву місяця як los dias baldios, «прожиті даремно дні». Є інтерпретація, що ацтеки вважали ці дні нещасливими, й у період немонтемі за можливості уникали більшості занять (навіть приготування їжі); проте є й заперечення цього тлумачення. Частина дослідників вважає, що ацтеки використовували 5-денний період для посту та роздумів про минулий рік.

## Календар
Календар ацтеків складався з двох циклів: шиуповаллі (науатль xiuhpohualli, що означає «рахунок років», відповідає хаабу в мая) і ритуального 260-денного тональповаллі (науатль tonalpohualli, що означає «рахунок днів» або «рахунок доль», відповідає цолькіну в мая). Шиуповаллі і тональповаллі збігалися кожні 52 роки, утворюючи так званий «вік», що називався «Новим Вогнем». Ацтеки вірили, що наприкінці кожного такого 52-річного циклу світу загрожує небезпека бути знищеним, тож початок нового відзначали особливими урочистостями. Сто «віків», у свою чергу, складали 5200-річну еру, називану «Сонцем».
365-денний шиуповаллі складався з 18 двадцятиденних «місяців» (або veintenas) плюс додаткові 5 днів наприкінці року. Таким чином, на немонтемі припадало 5 повних днів у майже 365-денному тропічному році (фактично 365,2422). Не було «високосних днів» або «високосних років» як таких, тому протягом 52 календарних років по 365 днів у кожному році в календарі накопичувався дефіцит у 13 днів, який юліанський календар, наприклад, компенсує доданням високосного дня раз на чотири роки.
Згідно з Таннікліффом (K. C. Tunnicliffe, 1979), ацтеки впоралися з залишковою розбіжністю в частках дня з природною тривалістю тропічного року, додаючи трецену (13 днів) після кожної зв'язки з 52-х років. 13 днів не вважали нещасливими, але їх не позначали числами та комбінаціями символів, використовуваних для решти ацтекського календаря.

## Ритуали
Немонтеми були часом смерті року. В ці дні рік буквально вважали мертвим, і ацтеки боялися, що рік може більше не повернутися до життя. Цей час вважали нещасливим та небезпечним. Люди залишалися біля своїх будинків, конфліктів будь-якого роду категорично уникали і розмовляли пошепки. Немонтемі — час для роздумів та посту, а не для взаємодії з іншими. У Теночтітлані не палили багать і не готували їжі. Єдиною дозволеною їжею були коржі, приготовлені заздалегідь, і їх їли лише один раз на день. Усі мали утримуватися від сексу. Вважалося, що порушення цих правил приверне увагу злих духів, а отже, принесе порушнику нещастя.